# 林清美

林清美（1938年—），臺東縣人，出生於卑南鄉南王部落，與同部落出身之紀曉君、紀家盈(家家)及陳建年皆相識。致力於卑南族文化推廣及族語教育，於1991年創辦高山舞集文化藝術服務團，並於102年起擔任卑南花環部落學校校長。106年獲頒教育部推展本土語言個人傑出貢獻獎。

## 生平
| 年份   | 事蹟                                                                                        |
| ------ | ------------------------------------------------------------------------------------------- |
| 1938年 | 出生於臺東縣卑南鄉南王部落                                                                  |
| 1956年 | 省立台東師範學校普師科畢業，進入臺東師範附小教書                                            |
| 1982年 | 自台東師範附小教職退休                                                                      |
| 1991年 | 創辦高山舞集文化藝術服務團                                                                  |
| 2009年 | 任行政院原住民族委員會原住民族語言教材編輯計畫第一期實施計畫之諮詢委員(3月18日至12月31日止) |
| 2013年 | 任卑南花環部落學校校長                                                                      |

## 家族
- 出生於卑南族家族，家中共有10個兄弟姊妹，但由於當時醫學並不發達，導致其中5個孩子過世。

- 光復後，基於中華民國行政院於1946年5月公布之修正台灣省人民回復原有姓名辦法，林清美同父母漢姓為林。然而，其大伯姓高，二伯姓李，大姑姑亦姓林，二姑姑則姓陳[3]。

- 其中一位舅舅念過神學院，故林清美自幼便同舅舅在教會，現則於台東市普悠瑪長老教會聚會[1]。

- 弟弟林豪勳(卑南族本名Isao/一沙鷗)有啄木鳥人之稱，曾發行兩張卑南音樂CD，並編寫卑南族第一部字典[5]。

## 外部連結
- 高山舞集的Facebook專頁（繁體中文）
- 卑南花環部落學校的Facebook專頁（繁體中文）